# Valdecy Santos
Valdecy Santos de Abreu (Tianguá, 21 de novembro de 1948) é um professor, radialista, poeta, compositor e escritor brasileiro.
Nascido em 21 de Novembro de 1948, em Tianguá – CE, filho de Francisco Lucio de Abreu e Maria dos Santos de Abreu.
Pedagogo Formado pela Universidade Estadual Vale do Acaraú –UVA,  Especialista em: Administração Escolar e Planejamento Educacional - UVA; Informática Educativa pela Universidade do Estado do Ceará – UECE e Gestão Escolar pela Universidade de Santa Catarina – UDESCO.
Aos 14 anos, em 1962, foi Professor de um Cursinho Próprio de preparação ao Exame de Admissão ao Ginásio; Presidente da Comissão Municipal do Movimento Brasileiro de Alfabetização – MOBRAL (1970); Professor do Ginásio Municipal de Tianguá (1971-1972); Supervisor de Área do Movimento Brasileiro de Alfabetização – MOBRAL (1972); Coordenador do Movimento de Educação de Base – MEB (1973-1979); Gerente da Cooperativa de Eletrificação Rural do Planalto da Ibiapaba – CERPI (1980); Um dos Locutores Pioneiros da Radio Santana de Tianguá – (1980-1984); Criador e Administrador do Projeto Barrocão – (1984-1990); Criador e Diretor da Educação e Cultura Escola de Primeiro Grau – EDUC (1991-1998); Professor Convidado da Universidade Vale do Acaraú – UVA (1996-2004); Coordenador do Núcleo de Tecnologia Educacional – N.T.E (1999); Coordenador do Programa de Formação do Professor Leigo em exercício Nível Médio – PROFORMAÇÃO (2000-2001); Coordenador Pedagógico no Centro de Educação de Jovens e Adultos Professora Ofélia Portela Moita – CEJA (2002-2004); compositor da letra e música do Hino Oficial de Tianguá (2005); Diretor do Centro de Educação de Jovens e Adultos Professora Ofélia Portela Moita – CEJA (2005-2008).
Obras Publicadas: Reflexo – Poemas (1995); Tianguá em Estudos Sociais – Didático (1996); Viver ou Conviver – Poemas (2000); Após a Cegueira:  Pedaços de mim – Poemas (2007); A TIANGUÁ: Um Canto de Amor, Doação, Alerta e Saudade (2008); MEMORIAS DE MIM – A viagem mais fantástica que fiz após a cegueira – um legado aos meus – autobiografia (2012), Ao Eterno Tibúrcio – Obreiro Incansável do Progresso de Tianguá (2013) e o Livro didático Tianguá Cidade da Gente – Estudos Regionais, Fundamental I e II, em 2018 (Co-autor). Em novembro do corrente ano lançará o livro Relíquias da Minha História.
Músicas Lançadas: Hino Oficial de Tianguá; Estou quem Já não sou; Ao amigo Violão; Tianguá-bela cidade, Tanajura e mais 12 músicas inéditas para futuro lançamento juntamente com o Hino ao diabético (parceria com Gilmar Nunes).
Composição de Hinos: Hino Oficial de Tianguá, Colégio Santa Maria, Colégio Maria Stela, EPAF, Escola Ministro Antonio Coelho – São Benedito, Escola Filonila Carvalho – São Benedito e Escola Francisco Coelho de Paula – São Benedito (parceria com Angelo Portela Moita)

## Literatura
Paralelo ao trabalho de educador, Valdecy Santos lançou as seguintes obras literárias:
- Reflexo – Poemas (1995)
- Tianguá em Estudos Sociais – Didático (1996)
- Ibiapaba: Realidade e Perspectiva[2](1999)
- Viver ou Conviver – Poemas (2000)
- Após a Cegueira:  Pedaços de mim – Poemas (2007)
- A Tianguá: Um canto de amor, doação, alerta e saudade (2008)
- Memórias de mim – A viagem mais fantástica que fiz após a cegueira – um legado aos meus – autobiografia (2012).
- Ao Eterno Tibúrcio – obreiro incansável do progresso de Tianguá[3] (2013)